# Storozhynets (huyện)
Huyện Storozhynets (tiếng Ukraina: Сторожинецький район, chuyển tự: Storozhynetss'kyi raion, tiếng Romania: Raionul Storojineț) là một huyện của tỉnh Chernivtsi thuộc Ukraina. Huyện Storozhynets có diện tích 1160 kilômét vuông, dân số theo điều tra dân số ngày 5 tháng 12 năm 2001 là 95302 người với mật độ 82 người/km2. Trung tâm huyện nằm ở Storozhynets.